# Eucodoniidae
Eucodoniidae is een familie van neteldieren uit de klasse van de Hydrozoa (hydroïdpoliepen).

## Geslacht
- Eucodonium Hartlaub, 1907